# Truth (中西保志のアルバム)
『Truth』（トゥルース）は、中西保志3枚目のオリジナル・アルバム。1994年7月27日発売。発売元は日本コロムビア。

## 解説
前作から1年ぶりの新作は先行シングル「UNFINISH-あの日の君がいる-」、リカットシングル「だから憶えている」の2曲収録。

## 収録曲
編曲：富田素弘（特記以外）／岩崎文紀（3.8.9）
1. 微笑みは知っている（4:45）
  - 作詞：松井五郎　作曲：中西保志
2. ジェラシーの向こう側（4:32）
  - 作詞：夏目純　作曲：都志見隆
3. 真夏のANGEL（4:18）
  - 作詞：Qumico Fucci　作曲：岩田雅之
4. LOVE TIDE（4:24）
  - 作詞：夏目純　作曲：富田素弘
5. ずっとはなさない（5:10）
  - 作詞：並河祥太　作曲：CHOKKAKU
6. 夏の輪郭（4:47）
  - 作詞：夏目純　作曲：都志見隆
7. だから憶えている（4:54）
  - 作詞：夏目純　作曲：松浦晃久
8. UNFINISH-あの日の君がいる-（4:52）
  - 作詞：前田たかひろ　作曲：金田一郎
9. もどれなくなりそう（5:19）
  - 作詞：並河祥太　作曲：松本俊明
10. 愛が見えたとき（5:25）
  - 作詞：並河祥太　作曲：松本俊明